# Feliks Malanowski
Feliks Malanowski (ur. 17 maja 1906 w Płońsku, zm. 5 kwietnia 1976 we Wrocławiu) – polski lekkoatleta, olimpijczyk. Sędzia lekkoatletyki, działacz sportowy, a także dziennikarz.
Absolwent prawa na Uniwersytecie Warszawskim oraz CIWF.
Jako lekkoatleta specjalizował się w biegach średniodystansowych. Pięciokrotnie był mistrzem Polski: w biegu na 1500 metrów (w 1928) oraz w sztafecie 4 × 400 metrów (w 1925, 1926, 1927 i 1928). Był także pięciokrotnym wicemistrzem Polski na 800 metrów (w 1926 i 1928), 1500 metrów (w 1925 i 1927) oraz w sztafecie 4 × 400 metrów (w 1929), a także trzykrotnym brązowym medalistą na 800 metrów (w 1927) i na 400 metrów przez płotki (w 1928 i 1929).
Startował na Igrzyskach Olimpijskich w 1928 w Amsterdamie w biegu na 800 metrów i w sztafecie 4 × 400 metrów, ale odpadł w przedbiegach. Dwukrotnie brał udział w akademickich mistrzostwach świata (w 1927 i 1928). Był rekordzistą Polski na 800 metrów i na 2000 metrów oraz w sztafecie 4 × 400 metrów.
Rekordy życiowe:
- bieg na 400 metrów – 51,2
- bieg na 800 metrów – 1.58,0
- bieg na 1500 metrów – 4.06,1
- bieg na 400 metrów przez płotki – 58,4

Od 1934 pracował w Wolnym Mieście Gdańsku jako nauczyciel wychowania fizycznego i dziennikarz. Po klęsce w kampanii wrześniowej włączył się w pracę konspiracyjną, z której powodu był w latach 1941–1945 więźniem obozów koncentracyjnych w Auschwitz i Mauthausen.
Po wojnie mieszkał we Wrocławiu, gdzie był wieloletnim prezesem Okręgowego Związku Lekkiej Atletyki oraz członkiem zarządu Polskiego Związku Lekkiej Atletyki. Znany propagator sportu wśród młodzieży. Oprócz lekkiej atletyki był także działał w boksie i piłce nożnej. Podczas licznych spotkań z młodzieżą upowszechniał idee olimpijskie, działał także w Klubie Olimpijczyka.
Miał dwoje dzieci z małżeństwa z Marią Malanowską z domu Gorazdowską: Andrzeja Stefana (ur. 03.01.1932) oraz młodszą Marię. Został pochowany we Wrocławiu na Cmentarzu Osobowickim. We Wrocławiu przez kilka lat odbywał się lekkoatletyczny memoriał dla młodzieży jego imienia, gdzie nagrody kilkakrotnie wręczał nieżyjący już dziś jego syn.

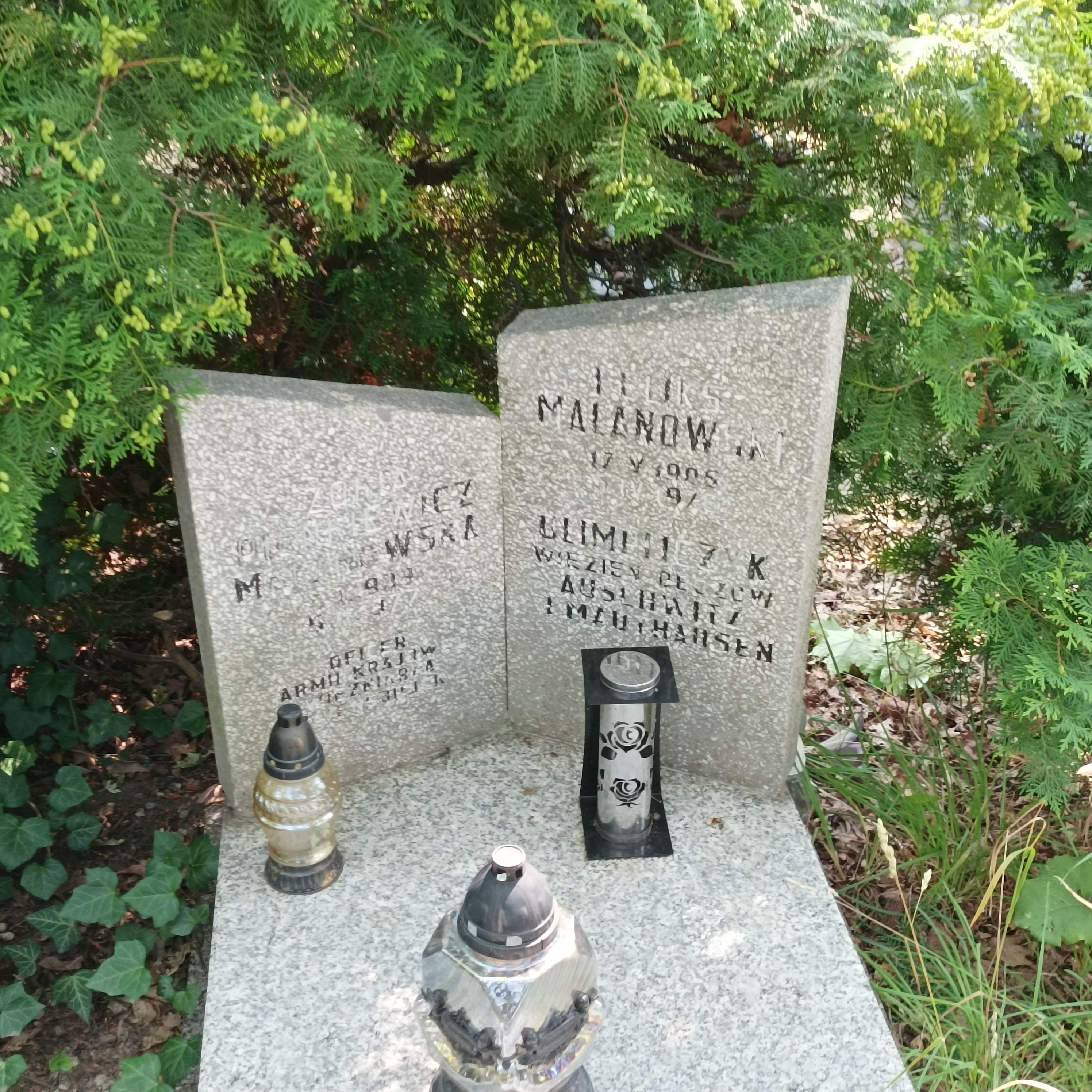
Grób Feliksa Malanowskiego na Cmentarzu Osobowickim